# Bayugan
Bayugan è una municipalità di prima classe delle Filippine, situata nella Provincia di Agusan del Sur, nella Regione di Caraga.
Il Republic Act N. 9405 aveva concesso a Bayugan lo status di città; il 18 novembre 2008 la Corte Suprema delle Filippine ha però accolto un ricorso della Lega delle Città delle Filippine annullando la trasformazione in città di 16 municipalità, tra cui Bayugan.
Bayugan è formata da 43 baranggay:
- Berseba
- Bucac
- Cagbas
- Calaitan
- Canayugan
- Charito
- Claro Cortez
- Fili
- Gamao
- Getsemane
- Grace Estate
- Hamogaway
- Katipunan
- Mabuhay
- Magkiangkang
- Mahayag
- Marcelina
- Maygatasan
- Montivesta
- Mt. Ararat
- Mt. Carmel
- Mt. Olive
- New Salem
- Noli
- Osmeña
- Panaytay
- Pinagalaan
- Poblacion
- Sagmone
- Saguma
- Salvacion
- San Agustin
- San Isidro
- San Juan
- Santa Irene
- Santa Teresita
- Santo Niño
- Taglatawan
- Taglibas
- Tagubay
- Verdu
- Villa Undayon
- Wawa